# مراب مامارداشویلی
مراب مامارداشویلی (گرجی: მერაბ მამარდაშვილი؛ ۱۵ سپتامبر ۱۹۳۰ – ۲۵ نوامبر ۱۹۹۰)، فیلسوف، دکترای علوم (۱۹۶۸) و استاد دانشگاه (۱۹۷۲) اهل گرجستان بود.

## زندگی‌نامه
مراب در گوری (گرجستان) متولد شد. در ۱۹۵۵ از دانشکده فلسفه دانشگاه دولتی مسکو فارغ‌التحصیل شد.